# Komische Oper Berlin
Il Komische Oper Berlin (Teatro dell'Opera Comica) è un teatro di Berlino, nel quartiere di Mitte.

## Storia e descrizione
Costruito nel 1892 su progetto degli architetti viennesi Ferdinand Fellner e Hermann Helmer (Fellner e Helmer), in origine si chiamò Teatro di Unter den Linden. In origine fu adibito sia a teatro di varietà che come Teatro nazionale della Germania; dalla seconda guerra mondiale in poi ospita solo la Komische Oper. Danneggiato dai bombardamenti, i lavori di restauro hanno privato il teatro della sua facciata originaria. È rimasto invece inalterato l'aspetto interno, con le decorazioni in stile neobarocco viennese. Interessanti sono le statue sui pilastri della terrazza, opera di Theodor Friedel. Oggi l'edificio ospita uno dei tre teatri d'opera di Berlino, rappresenta esclusivamente opere in lingua tedesca ed è celebre per le regie estremamente moderne e anticonvenzionali dei propri spettacoli.

## Direttori musicali
- Kurt Masur (1960–1964)
- Géza Oberfrank (1973–1976)
- Rolf Reuter (1981–1993)
- Yakov Kreizberg (1994–2001)
- Kirill Petrenko (2002–2007)
- Carl St. Clair (2008–2010)
- Patrick Lange (2010–2012)
- Henrik Nánási (2012–2018)
- Ainārs Rubiķis (dal 2018)